# 879 Ricarda
879 Ricarda је астероид главног астероидног појаса чија средња удаљеност од Сунца износи 2,530 астрономских јединица (АЈ). 
Апсолутна магнитуда астероида је 11,9 а геометријски албедо 0,062.